# Kunstrijden op de Olympische Jeugdwinterspelen 2020
Kunstrijden is een van de sporten die beoefend wordt tijdens de Olympische Jeugdwinterspelen 2020 in Lausanne. De wedstrijden vonden plaats in de Centre intercommunal de glace de Malley.

## Deelnemers
De individuele deelnemers moeten tussen 1 januari 2002 en 31 december 2005 geboren zijn. Bij de onderdelen Paren en IJsdansen moeten de meisjes tussen 1 januari 2002 en 31 december 2004 zijn geboren en jongens tussen 1 januari 2003 en 31 december 2005.

## Medailles

### Medaillewinnaars
| Onderdeel     | Goud | Goud | Zilver | Zilver | Brons | Brons |
| ------------- | --- | --- | --- | --- | --- | --- |
| Solo, jongens | JPN | Yuma Kagiyama | RUS | Andrej Mozalev | RUS | Daniil Samsonov |
| Solo, meisjes | KOR | You Young | RUS | Ksenia Sinitsyna | RUS | Anna Frolova |
| Paren         | RUS | Dmitri Rylov Apollinaria Panfilova                                                                                        | RUS | Ilja Mironov Diana Moechametzjanova                                                                                          | GEO | Alina Butaeva Luka Berulava |
| IJsdansen     | RUS | Dario Kirisano Irina Chavronina                                                                                           | RUS | Aleksandr Sjoestitski Sofja Tjoetjoenina                                                                                     | USA | Jeffrey Chen Katarina Wolfkostin |
| Landenteam    | Arlet Levandi ( EST) Ksenia Sinitsyna ( RUS) Alina Butaeva / Luka Berulava ( GEO) Utana Yoshida / Shingo Nishiyama ( JPN) | Arlet Levandi ( EST) Ksenia Sinitsyna ( RUS) Alina Butaeva / Luka Berulava ( GEO) Utana Yoshida / Shingo Nishiyama ( JPN) | Yuma Kagiyama ( JPN) Kate Wang ( USA) Cate Fleming / Jedidah Isbell ( USA) Sofja Tjoetjoenina / Aleksandr Sjoestitski ( RUS) | Yuma Kagiyama ( JPN) Kate Wang ( USA) Cate Fleming / Jedidah Isbell ( USA) Sofja Tjoetjoenina / Aleksandr Sjoestitski ( RUS) | Andrej Mozalev ( RUS) Regina Schermann ( HUN) Sofiia Nesterova / Artem Darenskyi ( UKR) Natalie D'Alessandro / Bruce Waddell ( CAN) | Andrej Mozalev ( RUS) Regina Schermann ( HUN) Sofiia Nesterova / Artem Darenskyi ( UKR) Natalie D'Alessandro / Bruce Waddell ( CAN) |

Alpineskiën · Biatlon · Bobsleeën · 
Curling · Freestyleskiën · IJshockey · Kunstrijden · Langlaufen · Noordse combinatie · Rodelen · Schaatsen · Schansspringen · Shorttrack · Skeleton · Snowboarden · Toerskiën